# Połomyja (gromada)
Połomyja (od 1958 Połomia) – dawna gromada, czyli najmniejsza jednostka podziału terytorialnego Polskiej Rzeczypospolitej Ludowej w latach 1954–1972.
Gromady, z gromadzkimi radami narodowymi (GRN) jako organami władzy najniższego stopnia na wsi, funkcjonowały od reformy reorganizującej administrację wiejską przeprowadzonej jesienią 1954 do momentu ich zniesienia z dniem 1 stycznia 1973, tym samym wypierając organizację gminną w latach 1954–1972.
Gromadę Połomyja z siedzibą GRN w Połomyi (od 1958 pod nazwą Połomia) utworzono – jako jedną z 8759 gromad na obszarze Polski – w powiecie rzeszowskim w woj. rzeszowskim na mocy uchwały nr 32/54 WRN w Rzeszowie z dnia 5 października 1954. W skład jednostki weszły obszary dotychczasowych gromad Baryczka i Połomyja ze zniesionej gminy Niebylec w tymże powiecie.
13 listopada 1954 gromada weszła w skład nowo utworzonego powiatu strzyżowskiego, gdzie ustalono dla niej 27 członków gromadzkiej rady narodowej.
19 grudnia 1958 nazwę Połomyja zmieniono na Połomia.
1 stycznia 1969 gromadę Połomia zniesiono, włączając jej obszar do gromady Niebylec w tymże powiecie.